# 80.002
80.002 — опытный стрелково-гранатомётный комплекс. Представлял собой автомат под патрон 5,45 × 39 мм и гранатомёт, использовавший калиберные гранаты 12,7 мм, собранные в едином корпусе. Предшествовал американскому оружию подобного рода (Objective Individual Combat Weapon). 

## Конструкция
Оружие имело два ствола, расположенных рядом в горизонтальной плоскости: 5,45 мм справа и 12,7 мм слева. Подвижная система автоматики собрана в одном агрегате и работала по принципу отвода части пороховых газов из стволов. Затворная рама имела единый затворный узел, два поршня со штоками, выполненных независимо друг от друга, и одну возвратную пружину. Ударно-спусковой механизм допускал ведение одиночного и автоматического огня из ствола 5,45 мм и одиночного из ствола 12,7 мм. 
В конструкции оружия использованы многие части и детали автомата АК-74.